# 北平女子理髮專科學校
北平女子理髮專科學校是曾位於中華民國北平市東單西觀音寺附近的一間專科學校，專門教授理髮技藝。學員在該校學習兩個月後，即參加見習并實習。畢業後，可由理髮工會聘請或尋理髮店任職，成爲理髮師。該校後來在東單北大街附設有男女理髮部，向公衆提供理髮服務。1929年時，理髮部男女理髮價格爲大洋三角，外叫六角，優惠時則爲大洋一角。